# 李靜君

李静君（英語：Ching Kwan Lee，1963年8月1日—），是一名旅美香港社會學家，现为加利福尼亞大學洛杉磯分校社會學教授。研究方向包括劳动、全球化、政治社會學、南方世界（Global South）的发展、比较民族志、香港、台灣、中國与非洲。
1987年畢業於香港中文大學社會學系，後於加利福尼亞大學柏克萊分校取得碩士（1988）、博士學位（1994）。1994年到1999年任職香港中文大學社會學系助理教授，2000年到2008年則任職密歇根大學社會學系助理教授、副教授。2008年起担任加利福尼亞大學洛杉磯分校社會學教授。曾担任香港科技大學社會科學部講座教授，2021年7月約滿後離任。

## 著作
- The Specter of Global China: Politics, Labor and Foreign Investment in Africa, 2017, Chicago: University of Chicago Press.
- Against the Law: Labor Protest in China’s Rustbelt and Sunbelt, 2007, Berkeley: University of California Press.
- Gender and the South China Miracle, 2007, Berkeley: University of California Press.